# (7834) 1993 JL
(7834) 1993 JL là một tiểu hành tinh vành đai chính. Nó được phát hiện bởi Seiji Ueda và Hiroshi Kaneda ở Kushiro, Hokkaidō, Nhật Bản, ngày 14 tháng 5 năm 1993.